# Јасујуки Моријама
Јасујуки Моријама (јап. 森山 泰行; 1. мај 1969) бивши је јапански фудбалер.

## Каријера
Током каријере играо је за Нагоја Грампус, Горица, Консадоле Сапоро, Гифу и многе друге клубове.

## Репрезентација
За репрезентацију Јапана дебитовао је 1997. године.

## Статистика
| Јапан  | Јапан | Јапан |
| Год.   | Ута.  | Гол.  |
| ------ | ----- | ----- |
| 1997   | 1     | 0     |
| Укупно | 1     | 0     |